# En kvinnas ansikte (1938)
En kvinnas ansikte är en svensk dramafilm från 1938 i regi av Gustaf Molander.

## Handling
Anna Holm lider svårt av kraftiga ärr och skador i ansiktet. Hon leder en utpressarliga och pressar för tillfället en otrogen fru på pengar. När hon gör inbrott i dennas villa upptäcks hon av maken, en kirurg, som förbarmar sig över henne och erbjuder henne en operation för att återställa ansiktet. Efter operationen tar hon anställning som guvernant hos en rik familj för att röja en ung arvinge ur vägen.

## Om filmen
Besöket på kyrkogården spelades in vid Solna kyrka. Filmen hade Sverigepremiär i Stockholm 30 oktober 1938 på biografen Röda Kvarn. Efter premiären skrev Robin Hood i Stockholms-Tidningen: "Ingen svensk film på mycket länge har varit så perfekt och internationellt förstklassig i tekniken. [...] En kvinnas ansikte är en paraduppvisning av vad vi ha i skådespelarväg, och många skådespelare i originella uppgifter.". Nils Edgren i Social-Demokraten: "Denna torde för övrigt i sin helhet beteckna Gustaf Molanders topprestation hittills: man har sällan eller aldrig sett en så genomgående vårdad svensk film, omsorgsfullt gjord in i minsta detalj." Martin Rogberg i Svenska Dagbladet: "Men filmen saknar nerv, dynamik, artistisk sanning. Ännu en gång — för vilken gång i ordningen? — har konstnärlig kraft slösats på en mindervärdig uppgift, på en fäsörhistoria som nätt och jämnt höjer sig över kolportagenivån [...] dialogen är torftig, konflikterna lösas på mekanisk väg, människorna bli marionetter."
En nyinspelning, En kvinnas ansikte, gjordes i Hollywood 1941, regisserad av George Cukor med Joan Crawford som Anna Holm. Även den amerikanska filmen utspelas i Sverige.

## Rollista (i urval)
- Ingrid Bergman - Anna Holm
- Tore Svennberg - konsul Barring
- Anders Henrikson - doktor Allan Wegert
- Georg Rydeberg - Torsten Barring, Barrings brorson
- Gunnar Sjöberg - ingenjör Harald Berg
- Hilda Borgström - Emma, Barrings hushållerska
- Karin Carlson-Kavli - fru Vera Wegert
- Erik Berglund - Nyman
- Sigurd Wallén - Miller
- Gösta Cederlund - "Greven" Severin
- Magnus Kesster - "Vackra Herman"
- Göran Bernhard - Lars-Erik "Lasse" Barring, Barrings sonson
- Bror Bügler - Georg Mark, Veras älskare[3]

## DVD
Filmen finns utgiven på DVD och har även visats i SVT.